# Diego López Rodríguez
Diego López Rodríguez (3. listopad 1981, Paradela, Španělsko) je bývalý španělský fotbalový brankář, který vyhrál s Realem Madrid LM 2013/14.

## Klubová kariéra
V sezóně 2012/13 byl brankářskou jedničkou v Realu Madrid, do klubu byl narychlo povolán v průběhu sezóny poté, co brankářské jedničce a zároveň kapitánovi Ikeru Casillasovi zlomil ve čtvrtfinálové odvetě španělského poháru s Valencií ruku spoluhráč Álvaro Arbeloa. Nosí na dresu číslo 25. Lopéz však zůstával u trenéra Mourinha brankářskou jedničkou i po uzdravení Casillase, což těžce nesli někteří fanoušci.
Lopéz zaznamenal velký úspěch kariéry bezesporu v Realu Madrid, se kterým došel v ročníku Ligy mistrů 2012/13 až do semifinále, kde nakonec vypadl s dvojzápasovým skóre 3:4 s německou Borussií Dortmund.
V prosinci 2013 jej chtěl angažovat jeho bývalý trenér José Mourinho do anglického klubu Chelsea FC, který vedl od léta 2013, nicméně Real jej neuvolnil. Ligový titul v sezóně 2013/14 sice nezískal (vyhrálo jej Atlético Madrid), ale stal se vítězem Ligy mistrů UEFA (finálová výhra 4:1 po prodloužení v derby s Atléticem Madrid, ve finále nenastoupil). Rovněž vyhrál s Realem Copa del Rey 2013/14 (španělský pohár).
V srpnu 2014 přestoupil do AC Milán . Zde vydržel dvě sezony když jej vytlačil ze sestavy mladý brankář Gianluigi Donnarumma. Odešel do barcelonského klubu RCD Espanyol .

## Reprezentační kariéra
Diego López Rodríguez debutoval v dresu A-mužstva Španělska 12. srpna 2009 v přátelském utkání ve Skopje s domácí Makedonií, za stavu 3:2 pro Španělsko nastoupil v 65. minutě na hřiště a gól neinkasoval (střídal Pepe Reinu). Tímto výsledkem střetnutí skončilo. K 1. lednu 2014 to byl zatím jeho jediný reprezentační zápas za Španělsko.
O něco více jich odchytal za Galicii, která není členem FIFA ani UEFA.

## Přestupy
- z Real Madrid do Villarreal  za 7 000 000 Euro
- z Villarreal  do Sevilla za 3 500 000 Euro
- z Sevilla do Real Madrid za 3 500 000 Euro
- z Real Madrid do Milán zadarmo
- z Milán do Espanyol zadarmo
- z Espanyol do Rayo Vallecano zadarmo

## Statistiky
| Sezóna                         | Klub                           | Liga                           | Liga   | Liga      | Ligové poháry | Ligové poháry | Ligové poháry | Kontinentální poháry | Kontinentální poháry | Kontinentální poháry | Celkem | Celkem    |
| Sezóna                         | Klub                           | Soutěž                         | Zápasy | Obd. góly | Soutěž        | Zápasy        | Obd. góly     | Soutěž               | Zápasy               | Obd. góly            | Zápasy | Obd. góly |
| ------------------------------ | ------------------------------ | ------------------------------ | ------ | --------- | ------------- | ------------- | ------------- | -------------------- | -------------------- | -------------------- | ------ | --------- |
| 2003/04                        | Real Madrid Castilla           | Segunda División B             | 1+5    | 0+ -6     | -             | 0             | -0            | -                    | 0                    | -0                   | 6      | -6        |
| 2004/05                        | Real Madrid Castilla           | Segunda División B             | 32+3   | -22+ -1   | -             | 0             | -0            | -                    | 0                    | -0                   | 35     | -23       |
| Celkem za Real Madrid Castilla | Celkem za Real Madrid Castilla | Celkem za Real Madrid Castilla | 41     | -29       | -             | 0             | -0            | -                    | 0                    | -0                   | 41     | -29       |
| 2005/06                        | Real Madrid                    | Primera División               | 2      | -2        | ŠP            | 3             | -0            | LM                   | 1                    | -2                   | 6      | -4        |
| 2006/07                        | Real Madrid                    | Primera División               | 0      | -0        | ŠP            | 4             | -3            | LM                   | 1                    | -2                   | 5      | -5        |
| 2007/08                        | Villarreal                     | Primera División               | 20     | -12       | ŠP            | 6             | -5            | PU                   | 8                    | -6                   | 34     | -23       |
| 2008/09                        | Villarreal                     | Primera División               | 38     | -54       | ŠP            | 0             | -0            | LM                   | 9                    | -11                  | 47     | -65       |
| 2009/10                        | Villarreal                     | Primera División               | 38     | -57       | ŠP            | 2             | -2            | EL                   | 9                    | -12                  | 49     | -71       |
| 2010/11                        | Villarreal                     | Primera División               | 38     | -44       | ŠP            | 2             | -5            | EL                   | 15                   | -18                  | 55     | -67       |
| 2011/12                        | Villarreal                     | Primera División               | 37     | -51       | ŠP            | 0             | -0            | LM                   | 8                    | -15                  | 45     | -66       |
| Celkem za Villarreal           | Celkem za Villarreal           | Celkem za Villarreal           | 171    | -218      | -             | 10            | -12           | -                    | 49                   | -62                  | 230    | -292      |
| 2012/13                        | Sevilla                        | Primera División               | 8      | -11       | ŠP            | 3             | -1            | -                    | 0                    | -0                   | 11     | -12       |
| 2013                           | Real Madrid                    | Primera División               | 16     | -20       | ŠP            | 3             | -4            | LM                   | 6                    | -9                   | 25     | -33       |
| 2013/14                        | Real Madrid                    | Primera División               | 36     | -36       | ŠP            | 0             | -0            | LM                   | 1                    | -1                   | 37     | -37       |
| Celkem za Real Madrid          | Celkem za Real Madrid          | Celkem za Real Madrid          | 54     | -58       | -             | 10            | -7            | -                    | 9                    | -14                  | 73     | -79       |
| 2014/15                        | Milán                          | Serie A                        | 28     | -42       | IP            | 0             | -0            | -                    | 0                    | -0                   | 28     | -42       |
| 2015/16                        | Milán                          | Serie A                        | 8      | -14       | IP            | 1             | -0            | -                    | 0                    | -0                   | 9      | -14       |
| Celkem za Milán                | Celkem za Milán                | Celkem za Milán                | 36     | -56       | -             | 1             | -0            | -                    | 0                    | -0                   | 37     | -56       |
| 2016/17                        | Espanyol                       | Primera División               | 35     | -38       | ŠP            | 0             | -0            | -                    | 0                    | -0                   | 35     | -38       |
| 2017/18                        | Espanyol                       | Primera División               | 10     | -11       | ŠP            | 5             | -4            | -                    | 0                    | -0                   | 15     | -15       |
| 2018/19                        | Espanyol                       | Primera División               | 38     | -50       | ŠP            | 0             | -0            | -                    | 0                    | -0                   | 38     | -50       |
| 2019/20                        | Espanyol                       | Primera División               | 36     | -58       | ŠP            | 0             | -0            | EL                   | 11                   | -7                   | 47     | -65       |
| 2020/21                        | Espanyol                       | Segunda División               | 16     | -8        | ŠP            | 0             | -0            | -                    | 0                    | -0                   | 16     | -8        |
| 2021/22                        | Espanyol                       | Primera División               | 36     | -49       | ŠP            | 2             | -3            | -                    | 0                    | -0                   | 38     | -52       |
| Celkem za Espanyol             | Celkem za Espanyol             | Celkem za Espanyol             | 171    | -214      | -             | 7             | -7            | -                    | 11                   | -7                   | 189    | -228      |
| 2022/23                        | Rayo Vallecano                 | Primera División               | 2      | -4        | ŠP            | 3             | -3            | -                    | 0                    | -0                   | 5      | -7        |
| Celkově                        | Celkově                        | Celkově                        | 423    | -527      | -             | 34            | -30           | -                    | 69                   | -83                  | 556    | -660      |

## Úspěchy

### Klubové

#### Národní
- vítěz 1. španělské ligy (1x)

Real Madrid: 2006/07
- vítěz 2. španělské ligy (1x)

Espanyol: 2020/21
- vítěz španělského poháru (1x)

Real Madrid: 2013/14

#### Kontinentální
- vítěz Ligy mistrů UEFA (1x)

Real Madrid: 2013/14

### Reprezentační
- 1× na Konfederačním poháru FIFA (2009 – bronz)